# Ahmed Ben Bella
Mohammed Ahmed Ben Bella (Arabisch: احمد بن بلة) (Maghnia, 25 december 1916 – Algiers, 11 april 2012) was een soldaat, socialist, Algerijns politicus en president van Algerije van 27 september 1962 tot 15 september 1963 en van 15 september 1963 tot 19 juni1965. Hij was de eerste president van het onafhankelijk geworden Algerije.

## Levensloop
Ben Bella werd in West-Algerije geboren, in een soefi-gezin. Hij ging naar school in Tlemcen en ergerde zich aan de discriminatie van moslims door zijn christelijke leraren. In 1936 nam hij dienst in het Franse leger. Hij verhuisde vervolgens naar Marseille, waar hij in het seizoen 1939-1940 als middenvelder voor Olympique Marseille speelde. Tijdens de Tweede Wereldoorlog diende Ben Bella in het Franse leger. Hij nam deel aan gevechten tegen de Wehrmacht in Italië, en kreeg wegens betoonde dapperheid de Médaille militaire uitgereikt.
Ben Bella, die tijdens de oorlog tot adjudant was bevorderd, wees verdere bevorderingen af uit protest tegen de Franse massamoorden in Sétif op 8 mei 1945. Vanwege zijn inspanningen voor de onafhankelijkheid van Algerije werd Ben Bella later gearresteerd. Hij ontkwam naar Caïro en richtte in 1954 het FLN op, dat de Algerijnse Onafhankelijkheidsoorlog met Frankrijk voerde.
In 1956 werd een Marokkaans vliegtuig met Ben Bella als passagier door Frankrijk tot landen gedwongen. Ben Bella werd aangehouden en gevangengezet. Na het einde van de onafhankelijkheidsoorlog in 1962 keerde Ben Bella naar Algerije terug. Hij daagde de zittende premier Yusuf Ben Khedda uit en werd op 20 september 1962 tot premier gekozen. In 1963 werd Ben Bella president van Algerije. In oktober van dat jaar liep een territoriaal conflict met Marokko uit op de zogeheten Zandoorlog, die onbeslist eindigde.
In de machtsstrijd die in de jaren na de onafhankelijkheid plaatsvond kon Ben Bella het FLN een socialistische koers laten varen. In 1965 werd hij bij een staatsgreep door Houari Boumédienne afgezet. Tot 1981 stond Ben Bella onder huisarrest. Pas daarna kon hij naar Lausanne in Zwitserland vertrekken, waar hij in ballingschap leefde. In 1990, toen Boumédienne al lang overleden was, kon hij terugkeren naar zijn vaderland. Hij mengde zich niet meer in de binnenlandse politiek, maar zette zich wel in voor pan-Arabisme en anti-kolonialisme. Hij bestempelde de Golfoorlog van 1990-1991, waarbij Iraakse troepen door een coalitie onder Amerikaanse leiding uit Koeweit werd verdreven, als een nieuwe kruistocht tegen het Arabische volk. In 2007 werd hij benoemd tot voorzitter van de Wijzen van de Afrikaanse Unie. Hij werd lid van het comité van aanbeveling voor het Russell-tribunaal voor Palestina. Hij pleitte in 2011 nog voor een politieke unie van de hele Maghreb.
Ben Bella overleed na diverse ziekenhuisopnames op 95-jarige leeftijd.